# Léon Delafosse

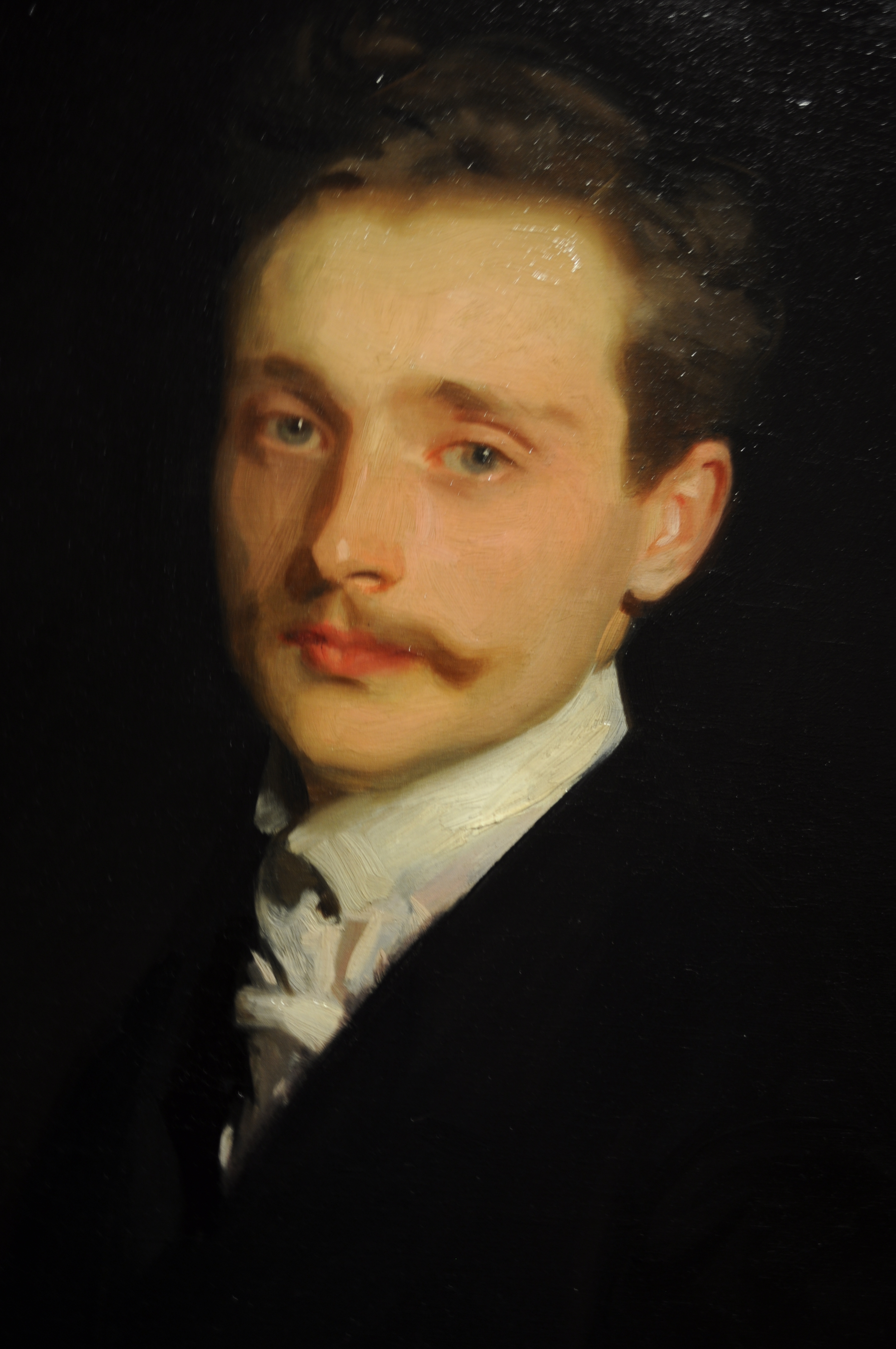
Retrato de Léon Delafosse, pintado por John Singer Sargeant.

Léon Delafosse (1874-1951) foi um talentoso pianista e compositor. Apesar da sua origem modesta ele subiu rapidamente na sua carreira. Através do conde Robert de Montesquiou (1855-1921) o seu sucesso alcançou o zênite da sua carreira. O conde, atuando como mecenas generoso, foi o grande responsável por sua ascendente fama nos salões mais prestigiosos e aristocráticos da época. Aparentemente, o conde de Montesquiou parece ter sido também infelizmente o principal responsável por seu posterior fracasso nas rodas sociais.